# Carboxylaatgroep
De carboxylaatgroep is een functionele groep in de organische chemie die ontstaat na het deprotoneren van een carbonzuur en kan algemeen voorgesteld worden als R-COO−, waarbij R een alkyl- of arylgroep voorstelt. Carboxylaten zijn bijgevolg formele zouten van carbonzuren.

## Synthese
Carboxylaten worden gevormd door deprotoneren van het carbonzuur. De deprotonering wordt uitgevoerd met een base (meestal een hydroxide):
{\displaystyle {\ce {R-COOH + OH- -> R-COO- + H2O}}}
Dergelijke zuur-basereactie kan ook optreden in een waterige oplossing:
{\displaystyle {\ce {R-COOH + H2O -> R-COO- + H3O+}}}
Een bekende carboxylaatgroep is de acetaatgroep, die ontstaat na behandeling van azijnzuur met een base.
Het carboxylaat-anion ontstaat ook bij de verzeping van een ester met natriumhydroxide.

## Resonantiestructuren
Het carboxylaat-anion wordt gekenmerkt door 2 resonantiestructuren, waarbij de formele negatieve lading gelijkmatig kan worden gedelokaliseerd over het 3-center-pi-systeem:
Door deze mesomerie is een carboxylaat-anion goed gestabiliseerd, in tegenstelling tot bijvoorbeeld een alkoxide. Bovendien zijn beide C-O-bindingen even lang (127 pm), hetgeen deze voorstelling rechtvaardigt.

## Eigenschappen
De meeste carboxylaten zijn goed oplosbaar in water, wegens hun hoge polariteit. Via deze wateroplosbare zouten zijn carbonzuren makkelijk te scheiden van andere niet-zure organische verbindingen. Dit gebeurt door een carbonzuurbevattend mengsel van organische verbindingen op te lossen in di-ethylether en vervolgens te extraheren in een waterige oplossing van natriumwaterstofcarbonaat, een zwakke base. De carbonzuren worden door deprotonering omgezet in het overeenkomstige carboxylaatzout en kunnen in de waterige oplossing afgescheiden worden van de etherfase. Nadien kunnen de carbonzuren herwonnen worden door aan te zuren met verdund zoutzuur. Wanneer de alkyl- of arylgroep echter meer dan 4 koolstofatomen bevat, daalt de oplosbaarheid in water snel, omdat de apolariteit toeneemt.
De zuursterkte van het carbonzuur wordt bepaald door de stabiliteit van het overeenkomstige carboxylaat. Door de aanwezigheid van een elektronenstuwende groep (bijvoorbeeld een methylgroep), zal het effect van mesomerie versterkt worden en het carboxylaat-anion gedestabiliseerd worden. Dat is de reden waarom azijnzuur zo weinig geïoniseerd is: het gevormde acetaation is niet stabiel door aanwezigheid van de elektronenstuwende methylgroep. Azijnzuur is bijgevolg een zwak zuur: het ionisatie-evenwicht ligt sterk naar links en de pKa-waarde is groot (voor azijnzuur is dat 4,75). Is daarentegen een elektronenzuigende groep aanwezig, zoals fluor of een trifluormethylgroep, dan kan het anion gestabiliseerd worden, omdat de negatieve lading weggetrokken wordt van het carboxylaat-anion. Dat is de reden waarom trifluorazijnzuur een sterk zuur is. Het ionisatie-evenwicht ligt bijgevolg sterk naar rechts en de pKa-waarde is klein (voor trifluorazijnzuur is dat 0,23). Dit stabilisatie- en destabilisatie-effect is toe te schrijven aan het polarisatie-effect.